# Irving (Illinois)
Pour les articles homonymes, voir Irving.
Irving est un village situé au centre du comté de Montgomery dans l'Illinois, aux États-Unis,. Il est incorporé le 9 août 1873.

## Démographie
Lors du recensement de 2010, le village comptait une population de 330 habitants. Elle est estimée, en 2016, à 316 habitants.

### Source de la traduction
- (en) Cet article est partiellement ou en totalité issu de l’article de Wikipédia en anglais intitulé « Irving, Illinois » (voir la liste des auteurs).